# 印度尼西亚鹰航空865号班机空难

班机座位图 (死亡: 34K, 35K,和35J)

印度尼西亚鹰航空865號班機是一班由印度尼西亚鹰航空运营，从日本福岡福冈机场前往印尼雅加達苏加诺-哈达国际机场的定期客运航班。1996年6月13日，一架麦道DC-10-30客機執飞此航班时，因发动机失效於福岡機場起飛時冲出跑道，造成機上275人中3人死亡，108人受伤。

## 經過
當天早上11時55分，飛機後推離開福岡機場5號空橋，滑行至E2滑行道，並準備於16跑道起飛。12時06分53秒，865號班機於塔台示意跑道清場後獲准起飛。飛機於速度升至158節時鼻輪離地，當時是12時07分45秒。但三秒後，當飛機離地9呎，機上的一號引擎發生故障而無法運行，但當時飛機速度已至升空速度無法停下，機長無可選擇下只有放棄起飛，並展開推力反向器。結果飛機墜落於跑道外的草坪上，起落架折斷，飛機爆炸起火，275人當中，有三人死亡。這也是福岡機場營運以來首宗致命飛安事故。

## 外部連結
- （英文） Aircraft Accident Investigation Report– 航空事故調查委員會 (（页面存档备份，存于）)
- （日語） Aircraft Accident Investigation Report（页面存档备份，存于） – 航空事故調查委員會
- Aviation Safety Network報告（页面存档备份，存于）
- AirDisaster.Com報告（页面存档备份，存于）

1. ↑  English version of the accident report, p. 21 (PDF 29/130)